# Nem látni és megszeretni
A Nem látni és megszeretni (eredeti cím: Blind Date) 1987-ben bemutatott romantikus  filmvígjáték Blake Edwards rendezésében, Kim Basinger és Bruce Willis főszereplésével. Ez a film Bruce Willis debütálása a mozivásznon – filmbéli szerepét ezért úgy írták meg, hogy különbözzön a nevét ismertté tevő A simlis és a szende című tévésorozatban játszott szerepétől.

## Cselekmény
Walter Davis egy munkamániás alak, kezdő a pénz világában, a magánéletére nem fordít figyelmet. Amikor egy fontos céges vacsorán partnerrel kell megjelennie, bátyja felesége egy rokonát ajánlja figyelmébe. Nadia nemrég érkezett a városba, s szeretne megismerkedni a közeggel. Azonban Waltert figyelmeztetik, hogy ha Nadia iszik, akkor kő kövön nem marad. Walter kissé rájátszik erre, miután röviden megnéznek egy kiállítást, egy lemezstúdióba mennek, ahol Walter ismerőse gitáron játszik. Miközben a dalt hallgatják, Walter pezsgőt bont, bár Nadia szól, hogy őneki nem kellene innia. Pár pohár után „megvadul”, és hirtelen megcsókolja Waltert.
Elmennek az üzleti vacsorára, ahol a cég egyik fontos ügyfelét, egy japán üzletembert fogadnak. Nadia mindenkinek megmondja, amit gondol, ezzel akkora felfordulást okoz, hogy Waltert kirúgja a főnöke az állásából.
Közben feltűnik Nadia volt barátja, David, aki igen kitartó és erőszakos természetű. Több üzlet kirakatába behajt, miközben Walter kocsiját üldözi. Nadia bulizni akar egy diszkóban, ahol táncolnak egy darabig, majd Walter haza akarja vinni Nadiát a barátaihoz. Azonban Nadia bizonyára rosszul emlékszik, hogy azok hol is laknak, mert mialatt odamennek a házhoz, hogy bekopogjanak, Walter kocsijáról lelopják mindkét ajtót a helybeli huligánok, majd három fiatal nő pisztollyal támadja meg. Egy rendőrkocsi érkezése elriasztja a rablókat, akik Walter kocsijába dobják a fegyvert.
Végül odatalálnak Nadia ismerőseihez, ahol egy előkelő partiba csöppennek. Addigra Walteren hisztériás roham tör ki, és botrányosan viselkedik, Nadia hiába próbálja visszafogni.
David, Nadia korábbi barátja itt is megtalálja őket, és összeverekszenek Walterrel a parkolóban. Walter észreveszi a pisztolyt a kocsijában, ráfogja Davidre, aki kínjában táncolni kezd az utcán. Walter a nyomaték kedvéért egyszer-kétszer belelő az aszfaltba, így az éppen kiérkező rendőrök letartóztatják.
Walter felhívja a testvérét, így másnap óvadékkal kiengedik, de megtudja, hogy az óvadékot nem ő, hanem Nadia fizette ki, és éjszaka náluk aludt. Walter felébreszti Nadiát, mert biztos benne, hogy börtönbe kell vonulnia a fegyverhasználat miatt, és nem akar neki tartozni.
Nadia felkeresi Davidet, aki ügyvéd, és megkéri, hogy legyen Walter ügyvédje, és érje el, hogy felmentsék. David azzal a feltétellel vállalja el, ha hozzámegy feleségül, amibe Nadia beleegyezik.
Walter saját magát akarja védeni, de megjelenik David, és kijelenti, hogy ő fogja védeni. Walter tiltakozik, mire a bíró magához hívatja az ügyvédet. Megbeszélik, hogy ha Waltert ártatlannak nyilvánítja, akkor David másik kerületben fog tevékenykedni. A bíró belemegy a megállapodásba, mivel kiderül, hogy David a fia.
Az esküvő előkészületei gyorsan lezajlanak, és a szülői ház környékén titokban feltűnik Walter alakja is. Azonban egy véreb, ami szabadon kószál a kertben, többször futásra készteti.
Másnap a menyasszonynak csomagot kézbesítenek, amit Walter küldött, miután saját kezűleg konyakot injekciózott a bonbonokba. Nadia pityókásan kerül a pap és a násznép elé, és bevallja nekik, hogy nem szereti a vőlegényt, mire mindenki helyesli, hogy akkor nem szabad hozzámennie. Walter ugyancsak arra szavaz, amikor a pap megkérdezi, hogy van-e valakinek kifogása a házasság ellen, hogy ne menjen hozzá. Mindketten beleugranak a köztük lévő medencébe és a víz alatt megcsókolják egymást.
Összeházasodnak és a tengerpartra mennek piknikezni, ahova Walter magával viszi a gitárját, amit a korábban zálogba csapott gitár helyett vett.

## Szereplők
| Szereplő            | Színész          | Magyar hang        | Magyar hang        |
| Szereplő            | Színész          | 1. szinkron (1989) | 2. szinkron (1998) |
| ------------------- | ---------------- | ------------------ | ------------------ |
| Nadia Gates         | Kim Basinger     | Udvaros Dorottya   | Udvaros Dorottya   |
| Walter Davis        | Bruce Willis     | Józsa Imre         | Széles László      |
| David Bedford       | John Larroquette | Usztics Mátyás     | Balkay Géza        |
| Ted Davis           | Phil Hartman     | Bezerédi Zoltán    | Megyeri János      |
| Harold Bedford bíró | William Daniels  | Szabó Ottó         | Dobránszky Zoltán  |
| Harry Gruen         | George Coe       | Horkai János       | Tolnai Miklós      |
| Denny Gordon        | Mark Blum        | Dörner György      | Szakács Tibor      |
| Susie Davis         | Stephanie Faracy | Für Anikó          | Antal Olga         |
| Muriel Bedford      | Alice Hirson     | Kassai Ilona       | Kassai Ilona       |
| Jordan, a komornyik | Graham Stark     | ?                  | Kardos Gábor       |
| Nadia anyja         | Joyce Van Patten | Czigány Judit      | ?                  |
| Walter titkárnője   | Jeannie Elias    | Kocsis Judit       | ?                  |
| Pap                 | Herb Tanney      | Csikos Gábor       | Izsóf Vilmos       |

## Érdekességek
- A kiállításon, amire Walter és Nadia ellátogat első randiján, H. R. Giger munkásságára emlékeztető művek láthatóak.
- Eredetileg a film két főszerepét az akkor frissen összeházasodott Madonnának és Sean Pennek ajánlották fel, de az utolsó pillanatban mindketten kiléptek a produkcióból.
- A filmben egy jelenetben a háttérben az ismert jazzgitáros, Stanley Jordan játszik, aki Walter ismerőse.